# Cembrane

Cembran

Cembrane oder Cembranoide sind sekundäre Naturstoffe aus der Klasse der Diterpene. Sie sind monozyklisch, d. h. sie bestehen aus einem einzelnen Ring, der 14-gliedrig, carbozyklisch und mit drei Methylgruppen sowie einer Isopropylgruppe substituiert ist. Viele Cembrane weisen zusätzlich einen oder mehrere Ether-, Furan- oder Laktonringe auf. Cembrane sind die zentrale Zwischenstufe der Biosynthese einer Vielzahl von Diterpengerüsten.

## Vorkommen
Cembrane kommen vor allem in marinen Invertebraten sowie in einigen Pflanzen und Insekten vor. Es sind ca. 1.000 Cembrane bekannt.

### Marine Invertebraten
Ca. 900 Cembrane wurden aus Weichkorallen isoliert.
- Lederkorallen, z. B. aus den Gattungen Sarcophyton und Sinularia
- Hornkorallen (Gorgonien), z. B. aus Pseudopterogorgia bipinnata

### Pflanzen
Ca. 100 Cembrane sind bisher aus Pflanzen bekannt. Sie kommen nur in wenigen nicht näher verwandten Familien vor und auch in diesen Familien sind sie auf einzelne Gattungen oder Arten beschränkt.
- Euphorbiaceae: ca. 30 Cembrane, z. B. in den Gattungen Croton
- Burseraceae, ca. 20 Cembrane in der Gattung Boswellia (Weihrauch), z. B. Incensol
- Gummiharz der Kiefern[1]
- Solanaceae: ca. 30 Cembrane in der Gattung Nicotiana (Tabak)
- Cleomaceae: ca. 10 Cembrane in der Gattung Cleome (Spinnenblume)
- Lamiaceae: ca. 20 Cembrane in der Gattung Anisomeles

### Insekten
Ca. 10 Cembrane wurden in der Ameisengattung Crematogaster sowie in Termiten der Gattung Nasutitermes nachgewiesen.

### Bakterien
In Streptomyces wurden einfache Cembrane nachgewiesen, nachdem über genetische Methoden die entsprechenden Cyclasen gefunden wurden.

## Eigenschaften

Lophotoxin

Viele Cembrane sind antimikrobiell aktiv oder cytotoxisch. Incensol aus Weihrauch zeigt entzündungshemmende und angstlösende Wirkungen.

## Funktion
Die Funktion der Cembrane für den Organismus ist in den meisten Fällen nicht explizit geklärt, es gibt jedoch einige Beispiele, in denen nachgewiesen wurde, dass sie den Organismus vor Fressfeinden oder Konkurrenz schützen. Lophotoxin aus der Hornkorallengattung Lophogorgia ist für Fische sehr giftig. Flexibilid und Sarcophytoxid hemmen das Wachstum der mit Steinkorallen in Symbiose lebenden Zooxanthellen und schützen damit die Weichkorallen, die diese Cembrane produzieren, vor der Konkurrenz der Steinkorallen.

## Biosynthese
Cembrane werden durch Cyclisierung von Geranylgeranioldiphosphat gebildet. Die Biosynthese in Ricinus und in Streptomyces ist auf enzymatischer Ebene und genetischer Ebene geklärt. Die Cyclasen katalysieren dieselbe Cyclisierungsreaktion, zeigen jedoch keine Sequenzhomologie. Die schrittweise Oxidation der Cembrane erfolgt erst nach der Cyclisierung. Ausgehend vom Cembran bzw. dem Casban, das statt der Isopropenylgruppe einen Dimethylcyclopropanring aufweist, werden viele weitere Diterpengerüste von unterschiedlichsten Organismen synthetisiert, z. B.
- Lathyrane, Jatrophane, Tiglane, Ingenane in Euphorbiaceae und Thymeleaceae, z. B. Ingenolmebutat
- Taxane in Taxus, z. B. Paclitaxel
- Fusicoccane in Pilzen, z. B. Fusicoccin
- Briarane, Eunicellane und Dolabellane in Weichkorallen, z. B. Eleutherobin
- Trinervitane in Termiten